# چرخه فسفر

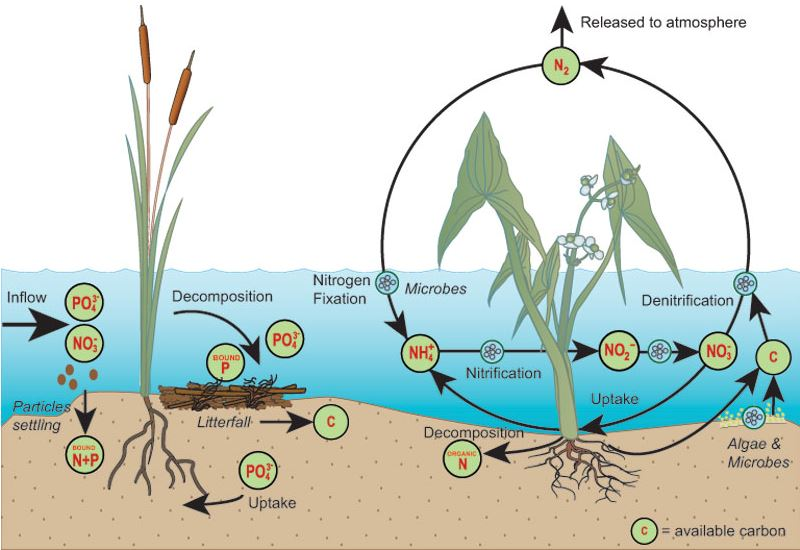
چرخه فسفر

چرخۀ فسفر چرخه‌ای بیوژئوشیمی است که حرکت فسفر را در سنگ‌کره، آب‌کره و زیست‌کره توصیف می‌کند. برخلاف بسیاری از چرخه‌های بیوژئوشیمی دیگر، جو زمین نقش مهمی در چرخهٔ فسفر ایفا نمی‌کند، زیرا فسفر و ترکیبات آن بیشتر از مواد جامد تشکیل شده‌اند که در محدودهٔ فشار و دمای معمولی روی زمین هستند. تهیۀ فسفین در حالت‌های اختصاصی رخ می‌دهد. کمبود فسفر سبب کاهش سرعت رشد میکروبی می‌شود که در مطالعات انجام‌شده روی زیست‌توده میکروبی خاک نشان داده شده است. میکروارگانیسم‌های خاک به عنوان منبعی از فسفر در چرخه بیوژئوشیمی یاد می‌شوند.
فسفر در بافت‌های همۀ جانداران زنده وجود دارد. گردش آن در طبیعت، با ورود ترکیبات آن از مواد معدنی به بدن جانوران و گیاهان، آغاز و با برگشت این ترکیبات به مواد معدنی، ختم می‌شود. تجزیۀ ترکیبات معدنی و آلی فسفردار که بخش عمدۀ آن به صورت املاح نامحلول آهن، کلسیم و آلومینیوم است در خاک به وسیلۀ باکتریها انجام می‌گیرد.